# Italië op het wereldkampioenschap voetbal 1982

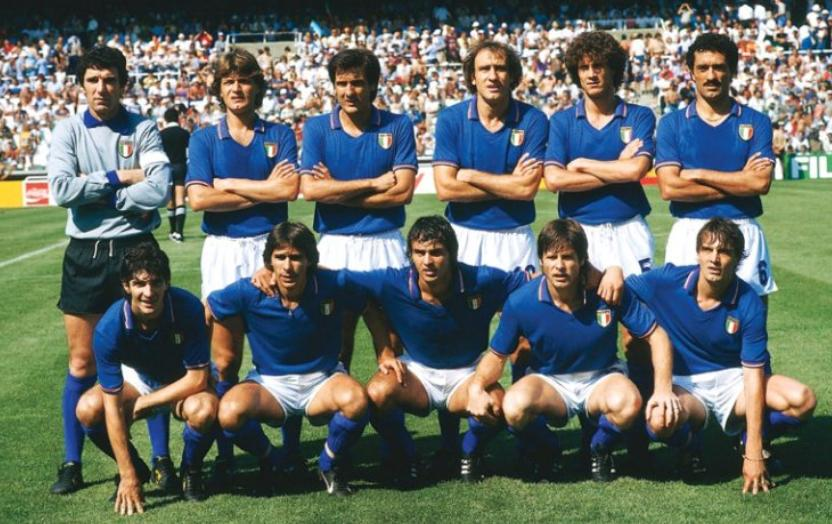
Italië voor de aftrap tegen Argentinië, met staand (v.l.n.r.): Zoff, Antognoni, Scirea, Graziani, Collovati, Gentile; Zittend (v.l.n.r.): Rossi, Conti, Cabrini, Oriali en Tardelli.

De winst van Italië op het Wereldkampioenschap voetbal 1982 kwam grotendeels tot stand door toedoen van aanvaller Paolo Rossi. Door zijn doelpunten tegen Brazilië en Polen wist Italië de eindstrijd te bereiken. Ook in de finale tegen Duitsland was hij belangrijk door de openingstreffer voor zijn rekening te nemen.
Italië had een goede generatie spelers met behalve sterspeler Rossi onder anderen spelmaker Giancarlo Antognoni, libero Gaetano Scirea, de snelle rechtsbuiten Bruno Conti en het talent Giuseppe Bergomi. Deze laatste verving als 18-jarige de geschorste Claudio Gentile in de wedstrijd tegen Brazilië, waarin hij Serginho uit de wedstrijd speelde. Doelman Dino Zoff van Juventus was de stille leider van de ploeg. Hij speelde in de openingswedstrijd tegen Polen (14 juni) zijn honderdste interland voor de nationale ploeg.

## WK-kwalificatie
Oostenrijk plaatste zich in kwalificatiegroep 5 van de UEFA-zone door als tweede te eindigen achter West-Duitsland, met elf punten uit acht kwalificatieduels (vijf overwinningen, één gelijkspel en twee nederlagen).

|                                           |           |                                          |        |                                                                                    |
| 11 oktober 1980 WK-kwalificatie 15:00 uur | Luxemburg | 0 – 2                                    | Italië | Stade Municipal, Luxemburg Toeschouwers: 10.000 Scheidsrechter: Henk Weerink (NED) |
| 11 oktober 1980 WK-kwalificatie 15:00 uur |           | 33' Fulvio Collovati 77' Roberto Bettega |        | Stade Municipal, Luxemburg Toeschouwers: 10.000 Scheidsrechter: Henk Weerink (NED) |

|                                           |                                              |       |            |                                                                                 |
| 1 november 1980 WK-kwalificatie 14:30 uur | Italië                                       | 2 – 0 | Denemarken | Stadio Olimpico, Rome Toeschouwers: 49.500 Scheidsrechter: Belaïd Lacarne (ALG) |
| 1 november 1980 WK-kwalificatie 14:30 uur | Francesco Graziani 5' Francesco Graziani 50' |       |            | Stadio Olimpico, Rome Toeschouwers: 49.500 Scheidsrechter: Belaïd Lacarne (ALG) |

|                                            |                                            |       |             |                                                                                |
| 15 november 1980 WK-kwalificatie 14:30 uur | Italië                                     | 2 – 0 | Joegoslavië | Stadio Olimpico, Rome Toeschouwers: 50.677 Scheidsrechter: Abraham Klein (ISR) |
| 15 november 1980 WK-kwalificatie 14:30 uur | Antonio Cabrini 40' (pen.) Bruno Conti 75' |       |             | Stadio Olimpico, Rome Toeschouwers: 50.677 Scheidsrechter: Abraham Klein (ISR) |

|                                           |             |                                            |        | |
| 6 december 1980 WK-kwalificatie 13:30 uur | Griekenland | 0 – 2                                      | Italië | Olympisch Stadion Spyridon Louis, Athene Toeschouwers: 35.000 Scheidsrechter: Michel Vautrot (FRA) |
| 6 december 1980 WK-kwalificatie 13:30 uur |             | 11' Giancarlo Antognoni 81' Gaetano Scirea |        | Olympisch Stadion Spyridon Louis, Athene Toeschouwers: 35.000 Scheidsrechter: Michel Vautrot (FRA) |

|                             |                                                    |       |                        |                                                                            |
| 3 juni 1981 WK-kwalificatie | Denemarken                                         | 3 – 1 | Italië                 | Parken, Kopenhagen Toeschouwers: 48.500 Scheidsrechter: Franz Wöhrer (AUT) |
| 3 juni 1981 WK-kwalificatie | Per Røntved 59' Frank Arnesen 61' Lars Bastrup 87' |       | 69' Francesco Graziani | Parken, Kopenhagen Toeschouwers: 48.500 Scheidsrechter: Franz Wöhrer (AUT) |

|                                           |                   |       |                     |                                                                                                 |
| 17 oktober 1981 WK-kwalificatie 16:00 uur | Joegoslavië       | 1 – 1 | Italië              | Stadion FK Crvena Zvezda, Belgrado Toeschouwers: 70.000 Scheidsrechter: Walter Eschweiler (FRG) |
| 17 oktober 1981 WK-kwalificatie 16:00 uur | Zlatko Vujović 9' |       | 33' Roberto Bettega | Stadion FK Crvena Zvezda, Belgrado Toeschouwers: 70.000 Scheidsrechter: Walter Eschweiler (FRG) |

|                                            |                 |       |                        |                                                                                   |
| 14 november 1981 WK-kwalificatie 14:30 uur | Italië          | 1 – 1 | Griekenland            | Stadio Comunale, Turijn Toeschouwers: 39.670 Scheidsrechter: Nicolae Rainea (ROM) |
| 14 november 1981 WK-kwalificatie 14:30 uur | Bruno Conti 61' |       | 87' Konstandinos Kouis | Stadio Comunale, Turijn Toeschouwers: 39.670 Scheidsrechter: Nicolae Rainea (ROM) |

|                                           |                     |       |           |                                                                                         |
| 5 december 1981 WK-kwalificatie 14:30 uur | Italië              | 1 – 0 | Luxemburg | Stadio San Paolo, Napels Toeschouwers: 49.247 Scheidsrechter: Velitchko Tzontchev (BUL) |
| 5 december 1981 WK-kwalificatie 14:30 uur | Fulvio Collovati 6' |       |           | Stadio San Paolo, Napels Toeschouwers: 49.247 Scheidsrechter: Velitchko Tzontchev (BUL) |

### Eindstand
| # | Team        | Pnt | Wed | W | G | V | DV | DT | DS  |
| - | ----------- | --- | --- | - | - | - | -- | -- | --- |
| 1 | Joegoslavië | 13  | 8   | 6 | 1 | 1 | 22 | 7  | +15 |
| 2 | Italië      | 12  | 8   | 5 | 2 | 1 | 12 | 5  | +7  |
| 3 | Denemarken  | 8   | 8   | 4 | 0 | 4 | 14 | 11 | +3  |
| 4 | Griekenland | 7   | 8   | 3 | 1 | 4 | 10 | 13 | −3  |
| 5 | Luxemburg   | 0   | 8   | 0 | 0 | 8 | 1  | 23 | −22 |

## Oefeninterlands
Italië kende een matige voorbereiding. Twee van de drie oefeninterlands werden verloren in de aanloop naar het WK voetbal in Spanje.

|                                              |                                     |       |        |                                                                                       |
| 23 februari 1982 Vriendschappelijk 20:30 uur | Frankrijk                           | 2 – 0 | Italië | Parc des Princes, Parijs Toeschouwers: 43.541 Scheidsrechter: Walter Eschweiler (FRG) |
| 23 februari 1982 Vriendschappelijk 20:30 uur | Michel Platini 19' Daniel Bravo 84' |       |        | Parc des Princes, Parijs Toeschouwers: 43.541 Scheidsrechter: Walter Eschweiler (FRG) |

|                                           |                                |       |        |                                                                                  |
| 14 april 1982 Vriendschappelijk 17:00 uur | Duitse Democratische Republiek | 1 – 0 | Italië | Zentralstadion, Leipzig Toeschouwers: 28.000 Scheidsrechter: Dušan Krchnak (TCH) |
| 14 april 1982 Vriendschappelijk 17:00 uur | Lothar Hause 20'               |       |        | Zentralstadion, Leipzig Toeschouwers: 28.000 Scheidsrechter: Dušan Krchnak (TCH) |

|                                         |                             |       |                     |                                                                                       |
| 28 mei 1982 Vriendschappelijk 20:30 uur | Zwitserland                 | 1 – 1 | Italië              | Stade des Charmilles, Genève Toeschouwers: 27.100 Scheidsrechter: Adolf Mathias (AUT) |
| 28 mei 1982 Vriendschappelijk 20:30 uur | Umberto Barberis 50' (pen.) |       | 79' Antonio Cabrini | Stade des Charmilles, Genève Toeschouwers: 27.100 Scheidsrechter: Adolf Mathias (AUT) |

## Opzet toernooi
Aan het WK deden 24 landenteams mee. In de eerste ronde werden deze teams verdeeld in zes groepen van vier. De twee beste landen uit elke groep kwalificeerden zich voor de tweede ronde. In deze ronde werden vier groepen van drie gemaakt. De groepswinnaars plaatsen zich voor de halve eindstrijd.

## Selectie
| Nr.             | Naam                 | Club         | Geboren    | Duels | Goal | Kreeg geel | Weggestuurd |
| Doel            | Doel                 | Doel         | Doel       | Doel  | Doel | Doel       | Doel        |
| --------------- | -------------------- | ------------ | ---------- | ----- | ---- | ---------- | ----------- |
| 1               | Dino Zoff            | Juventus     | 28.02.1942 | 7     | 0    | 0          | 0           |
| 12              | Ivano Bordon         | Inter Milaan | 13.04.1951 | 0     | 0    | 0          | 0           |
| 22              | Giovanni Galli       | Fiorentina   | 29.04.1958 | 0     | 0    | 0          | 0           |
| Verdediging     |                      |              |            |       |      |            |             |
| 2               | Franco Baresi        | AC Milan     | 08.05.1960 | 0     | 0    | 0          | 0           |
| 3               | Giuseppe Bergomi     | Inter Milaan | 22.12.1963 | 3     | 0    | 0          | 0           |
| 4               | Antonio Cabrini      | Juventus     | 08.10.1957 | 7     | 1    | 0          | 0           |
| 5               | Fulvio Collovati     | Inter Milaan | 09.05.1957 | 7     | 0    | 1          | 0           |
| 6               | Claudio Gentile      | Juventus     | 27.09.1953 | 6     | 0    | 2          | 0           |
| 7               | Gaetano Scirea       | Juventus     | 25.05.1953 | 7     | 0    | 1          | 0           |
| 8               | Pietro Vierchowod    | AS Roma      | 06.04.1959 | 0     | 0    | 0          | 0           |
| Middenveld      |                      |              |            |       |      |            |             |
| 9               | Giancarlo Antognoni  | Fiorentina   | 01.04.1954 | 6     | 0    | 1          | 0           |
| 10              | Giuseppe Dossena     | Torino       | 02.05.1958 | 0     | 0    | 0          | 0           |
| 11              | Giampiero Marini     | Inter Milaan | 25.02.1951 | 5     | 0    | 1          | 0           |
| 13              | Gabriele Oriali      | Inter Milaan | 25.11.1952 | 5     | 0    | 2          | 0           |
| 14              | Marco Tardelli       | Juventus     | 24.09.1954 | 7     | 2    | 1          | 0           |
| 16              | Bruno Conti          | AS Roma      | 13.03.1955 | 7     | 1    | 1          | 0           |
| Aanval          |                      |              |            |       |      |            |             |
| 15              | Franco Causio        | Udinese      | 01.02.1949 | 2     | 0    | 0          | 0           |
| 17              | Daniele Massaro      | Fiorentina   | 23.05.1961 | 0     | 0    | 0          | 0           |
| 18              | Alessandro Altobelli | Inter Milaan | 28.11.1955 | 3     | 1    | 0          | 0           |
| 19              | Francesco Graziani   | Fiorentina   | 16.12.1952 | 7     | 1    | 0          | 0           |
| 20              | Paolo Rossi          | Juventus     | 23.09.1956 | 7     | 6    | 1          | 0           |
| 21              | Franco Selvaggi      | Cagliari     | 15.05.1953 | 0     | 0    | 0          | 0           |
| Bondscoach      |                      |              |            |       |      |            |             |
| Vlag van Italië | Enzo Bearzot         |              | 26.09.1927 |       |      |            |             |

## Eerste ronde
Italië werd ingedeeld in groep A. Het begon bijzonder stroef aan het toernooi: de eerste drie wedstrijden eindigde in een gelijkspel en de ploeg kwam slechts tweemaal tot scoren. Italië ging door naar de tweede ronde, omdat het een doelpunt meer gemaakt had dan Kameroen. Het matige spel leidde tot zware kritiek. Het team besloot daardoor de pers niet meer te woord te staan. Alleen veteraan (hij was inmiddels veertig jaar) en aanvoerder Dino Zoff praatte nog met journalisten. Tot het einde van het toernooi hielden de Italianen dit vol.

### Groep A
| Land     | Wed | Win | Gel | Ver | DV | DT | +/− | Pnt |
| -------- | --- | --- | --- | --- | -- | -- | --- | --- |
| Polen    | 3   | 1   | 2   | 0   | 5  | 1  | 4   | 4   |
| Italië   | 3   | 0   | 3   | 0   | 2  | 2  | 0   | 3   |
| Kameroen | 3   | 0   | 3   | 0   | 1  | 1  | 0   | 3   |
| Peru     | 3   | 0   | 2   | 1   | 2  | 6  | –4  | 2   |

|                        |           |       |       |                                                                                  |
| 14 juni 1982 17:15 uur | Italië    | 0 – 0 | Polen | Estadio Balaidos, Vigo Toeschouwers: 33.000 Scheidsrechter: Michel Vautrot (FRA) |
| 14 juni 1982 17:15 uur | (details) |       |       | Estadio Balaidos, Vigo Toeschouwers: 33.000 Scheidsrechter: Michel Vautrot (FRA) |

|                        |                 |           |                        |                                                                                     |
| 18 juni 1982 17:15 uur | Italië          | 1 – 1     | Peru                   | Estadio Balaidos, Vigo Toeschouwers: 25.000 Scheidsrechter: Walter Eschweiler (FRG) |
| 18 juni 1982 17:15 uur | Bruno Conti 18' | (details) | 83' Rubén Toribio Díaz | Estadio Balaidos, Vigo Toeschouwers: 25.000 Scheidsrechter: Walter Eschweiler (FRG) |

|                        |                        |           |                    |                                                                                  |
| 23 juni 1982 17:15 uur | Italië                 | 1 – 1     | Kameroen           | Estadio Balaidos, Vigo Toeschouwers: 20.000 Scheidsrechter: Bogdan Dotchev (BUL) |
| 23 juni 1982 17:15 uur | Francesco Graziani 60' | (details) | 61' Grégoire Mbida | Estadio Balaidos, Vigo Toeschouwers: 20.000 Scheidsrechter: Bogdan Dotchev (BUL) |

## Tweede ronde
Na een matige eerste ronde kwam Italië in de tweede ronde terecht in een zware poule met regerend wereldkampioen Argentinië en dé grote favoriet Brazilië. De wedstrijd tegen Argentinië was een harde wedstrijd, waarin Gentile spelmaker Maradona stevig aanpakte.
De wedstrijd tegen Brazilië had evengoed de finale kunnen zijn. Hoewel gespeeld in het wat kleine Sarrià-stadion (ca. 44.000 plaatsen). Brazilië had genoeg aan een gelijkspel om de halve finale te bereiken. Brazilië maakte tot tweemaal toe een treffer van Rossi (5e minuut en 25e minuut) goed door doelpunten van Sócrates (in de 12e minuut en Falcao (in de 68e minuut). Op de derde treffer van Rossi in de 74e minuut had de Brazilianen echter geen antwoord en Italië plaatste zich voor de halve finale.

### Groep 3
| Land       | Wed | Win | Gel | Ver | DV | DT | +/− | Pnt |
| ---------- | --- | --- | --- | --- | -- | -- | --- | --- |
| Italië     | 2   | 2   | 0   | 0   | 5  | 3  | 2   | 4   |
| Brazilië   | 2   | 1   | 0   | 1   | 5  | 4  | 1   | 2   |
| Argentinië | 2   | 0   | 0   | 2   | 2  | 5  | –3  | 0   |

|                        |                                        |           |                       |                                                                                     |
| 29 juni 1982 17:15 uur | Italië                                 | 2 – 1     | Argentinië            | Estadio Sarrià, Barcelona Toeschouwers: 43.000 Scheidsrechter: Nicolae Rainea (ROM) |
| 29 juni 1982 17:15 uur | Marco Tardelli 55' Antonio Cabrini 67' | (details) | 83' Daniel Passarella | Estadio Sarrià, Barcelona Toeschouwers: 43.000 Scheidsrechter: Nicolae Rainea (ROM) |

|                       |                                                |           |                         |                                                                                    |
| 5 juli 1982 17:15 uur | Italië                                         | 3 – 2     | Brazilië                | Estadio Sarrià, Barcelona Toeschouwers: 44.000 Scheidsrechter: Abraham Klein (ISR) |
| 5 juli 1982 17:15 uur | Paolo Rossi 5' Paolo Rossi 25' Paolo Rossi 74' | (details) | 12' Sócrates 68' Falcao | Estadio Sarrià, Barcelona Toeschouwers: 44.000 Scheidsrechter: Abraham Klein (ISR) |

## Halve finale
|                       |       |           |                                 |                                                                                |
| 8 juli 1982 17:15 uur | Polen | 0 – 2     | Italië                          | Camp Nou, Barcelona Toeschouwers: 50.000 Scheidsrechter: Juan Cardellino (URU) |
| 8 juli 1982 17:15 uur |       | (details) | 22' Paolo Rossi 73' Paolo Rossi | Camp Nou, Barcelona Toeschouwers: 50.000 Scheidsrechter: Juan Cardellino (URU) |

## Finale
|                        |                                                             |           |                   |                                                                                             |
| 11 juli 1982 20:00 uur | Italië                                                      | 3 – 1     | West-Duitsland    | Estadio Santiago Bernabéu, Madrid Toeschouwers: 90.000 Scheidsrechter: Arnaldo Coelho (BRA) |
| 11 juli 1982 20:00 uur | Paolo Rossi 56' Marco Tardelli 69' Alessandro Altobelli 81' | (details) | 83' Paul Breitner | Estadio Santiago Bernabéu, Madrid Toeschouwers: 90.000 Scheidsrechter: Arnaldo Coelho (BRA) |

## Doelpuntenmakers
| Naam                 | Goals |
| -------------------- | ----- |
| Paolo Rossi          | 6     |
| Marco Tardelli       | 2     |
| Allesandro Albotelli | 1     |
| Antonio Cabrini      | 1     |
| Bruno Conti          | 1     |
| Franceso Graziani    | 1     |

FIGC · A-internationals · Selecties · Bondscoaches · Italiaans vrouwenelftal · Olympisch elftal · Italië U21 · Italië U20 · Italië U19 · Italië U18 · Italië U17 · Italië U16 · Vrouwen U17
1910 – 1919 ·
1920 – 1929 ·
1930 – 1939 ·
1940 – 1949 ·
1950 – 1959 ·
1960 – 1969 ·
1970 – 1979 ·
1980 – 1989 ·
1990 – 1999 ·
2000 – 2009 ·
2010 – 2019 ·
2020 − 2029
EK's: 1968 · 
1980 · 
1988 · 
1996 · 
2000 · 
2004 · 
2008 · 
2012 · 
2016 ·
2020 ·
2024
WK's: 1934 · 
1938 · 
1950 · 
1954 · 
1962 · 
1966 · 
1970 · 
1974 · 
1978 · 
1982 · 
1986 · 
1990 · 
1994 · 
1998 · 
2002 · 
2006 · 
2010 · 
2014
OS: 1912 · 
1920 · 
1924 · 
1928 · 
1936 · 
1948 · 
1952 · 
1960 · 
1984 · 
1988 · 
1992 · 
1996 · 
2000 · 
2004 · 
2008
1911 · 
1912 · 
1913 · 
1914 · 
1915 · 
1916 · 1917 · 1918 · 1919 · 
1920 · 
1921 · 
1922 · 
1923 · 
1924 · 
1925 · 
1926 · 
1927 · 
1928 · 
1929 · 
1930 · 
1931 · 
1932 · 
1933 · 
1934 · 
1935 · 
1936 · 
1937 · 
1938 · 
1939 · 
1940 · 
1941 · 
1942 · 
1943 · 1944 · 
1945 · 
1946 · 
1947 · 
1948 · 
1949 · 
1950 · 
1952 · 
1952 · 
1953 · 
1954 · 
1955 · 
1956 · 
1957 · 
1958 · 
1959 · 
1960 · 
1961 · 
1962 · 
1963 · 
1964 · 
1965 · 
1966 · 
1967 · 
1968 · 
1969 · 
1970 · 
1971 · 
1972 · 
1973 · 
1974 · 
1975 · 
1976 · 
1977 · 
1978 · 
1979 · 
1980 · 
1981 · 
1982 · 
1983 · 
1984 · 
1985 · 
1986 · 
1987 · 
1988 · 
1989 · 
1990 ·
1991 · 
1992 · 
1993 · 
1994 · 
1995 · 
1996 · 
1997 · 
1998 · 
1999 · 
2000 · 
2001 · 
2002 · 
2003 · 
2004 · 
2005 · 
2006 · 
2007 · 
2008 · 
2009 · 
2010 · 
2011 · 
2012 · 
2013 · 
2014 · 
2015 · 
2016 · 
2017 ·
2018 ·
2019 ·
2020 ·
2021 ·
2022 ·
2023 ·
2024
Albanië ·
Algerije ·
Argentinië ·
Armenië ·
Australië ·
Azerbeidzjan ·
België ·
Bosnië en Herzegovina ·
Brazilië ·
Bulgarije ·
Canada ·
Chili ·
China ·
Costa Rica ·
Cyprus ·
DDR ·
Denemarken ·
Duitsland ·
Ecuador ·
Egypte ·
Engeland ·
Estland ·
Faeröer ·
Finland ·
Frankrijk ·
Georgië ·
Ghana ·
Griekenland ·
Haïti ·
Hongarije ·
Ierland ·
IJsland ·
Israël ·
Ivoorkust ·
Japan ·
Joegoslavië ·
Kameroen ·
Kroatië ·
Liechtenstein · 
Litouwen ·
Luxemburg ·
Malta ·
Marokko ·
Mexico ·
Moldavië ·
Montenegro ·
Nederland ·
Nieuw-Zeeland ·
Nigeria ·
Noord-Ierland ·
Noord-Korea ·
Noord-Macedonië ·
Noorwegen ·
Oekraïne ·
Oostenrijk ·
Paraguay ·
Peru ·
Polen ·
Portugal ·
Roemenië ·
Rusland ·
San Marino ·
Saoedi-Arabië ·
Schotland ·
Servië ·
Servië en Montenegro ·
Slovenië ·
Slowakije ·
Sovjet-Unie ·
Spanje ·
Tsjechië ·
Tsjecho-Slowakije ·
Tunesië ·
Turkije ·
Uruguay ·
Venezuela ·
Verenigde Staten ·
Wales ·
Wit-Rusland ·
Zuid-Afrika ·
Zuid-Korea ·
Zweden ·
Zwitserland
Argentinië (1982) · 
Australië (2006) · 
België (2016) · 
België (2021) · 
Brazilië (1970) · 
Brazilië (1982) · 
Brazilië (1994) · 
Costa Rica (2014) · 
Duitsland (2006) · 
Duitsland (2012) · 
Engeland (2012) ·
Engeland (2014) ·
Engeland (2021) ·
Frankrijk (2000) · 
Frankrijk (2006) · 
Frankrijk (2008) · 
Ghana (2006) · 
Hongarije (1938) · 
Ierland (2012) · 
Joegoslavië (1968) · 
Kameroen (1982) · 
Kroatië (2012) · 
Nederland (2008) · 
Nieuw-Zeeland (2010) · 
Oekraïne (2006) · 
Oostenrijk (2021) · 
Paraguay (2010) · 
Peru (1982) · 
Polen (1982, 1) · 
Polen (1982, 2) · 
Roemenië (2008) · 
Spanje (2008) ·
Spanje (2012, 1) ·
Spanje (2012, 2) ·
Spanje (2016) ·
Spanje (2021) ·
Tsjechië (2006) · 
Turkije (2021) · 
Uruguay (2014) · 
Verenigde Staten (2006) · 
Wales (2021) · 
West-Duitsland (1982) · 
Zweden (2016) · 
Zwitserland (2021)